# 옴개구리속
옴개구리속(학명: Glandirana 글란디라나[*])은 개구리과의 한 속이다. 동아시아에 분포한다.

## 계통
옴개구리속은 개구리속에서 분리되어 만들어진 속이다. 최근에 발견된 종인 Glandirana susurra와 Glandirana reliquia를 제외하면 옴개구리속의 모든 종은 과거에 개구리속으로 분류되었다. 옴개구리속의 몇몇 종은 Rugosa 속으로 분류되었는데, 이는 오늘날 Glandirana의 이명으로 취급된다. 최근의 분자생물학 연구는 옴개구리속이 단계통군임을 뒷받침한다.
옴개구리속에는 다음 종이 속한다.
- 옴개구리 Glandirana emeljanovi (Nikolskii, 1913)
- Glandirana minima (Ting and T'sai, 1979)
- Glandirana reliquia Shimada, Matsui, Ogata, and Miura, 2022
- Glandirana rugosa (Temminck and Schlegel, 1838)
- Glandirana susurra (Sekiya, Miura, and Ogata, 2012)
- Glandirana tientaiensis (Chang, 1933)